# Stazione di Los Angeles Union
La stazione di Los Angeles Union (in inglese Los Angeles Union Station, anche conosciuta come LAUS o LAUPT) è la principale stazione ferroviaria di Los Angeles, negli Stati Uniti.
Situata nell'angolo nord-est di Downtown, la stazione è servita dalle compagnie ferroviarie Amtrak, Amtrak California e Metrolink; serve inoltre tre linee di metropolitana: la Red Line, la Purple Line e la Gold Line.
Inaugurata nel maggio 1939 - fu l'ultima delle grandi stazioni costruite negli Stati Uniti - unisce diversi stili in un eclettismo tipico dell'epoca e di molte architetture losangeline: streamline moderno, revival missionario, art déco, revival coloniale olandese.

## Union Station nella cultura di massa
Diversi film e produzioni televisive hanno utilizzato come scenografia gli ambienti lussuosi e antichi della stazione:
- Blade Runner, 1982 - Come sala d'attesa dell'ufficio di Polizia.
- Speed, 1994
- Star Trek: Primo Contatto, 1996 - Scena sul ponte ologrammi.
- Drag Me to Hell, 2009 - Scena finale alla stazione.
- Chances, 2018 - singolo dei Backstreet Boys.